# Illigera gammiei
Illigera gammiei är en tvåhjärtbladig växtart som beskrevs av M.P. Nayar. & G.S. Giri. Illigera gammiei ingår i släktet Illigera och familjen Hernandiaceae. Inga underarter finns listade i Catalogue of Life.